# Jan Streng
Jan Streng (10. května 1817 Praha – 31. března 1887 Praha-Nové Město) byl český lékař-gynekolog, profesor porodnictví a rektor Univerzity Karlovy.

## Život
Jan Streng se narodil 10. května 1817 v Praze. Vystudoval gymnázium a pražskou lékařskou fakultu, roku 1842 byl promován na doktora, poté se stal na čtyři roky asistentem profesora Antonína Jungmanna. V roce 1852 byl jmenován mimořádným a roku 1870 řádným profesorem porodnictví, ředitelem kliniky pro pomocnice při porodu a lékařem na ženském oddělení všeobecné nemocnice.
Roku 1878 byl jmenován rektorem tehdy ještě spojené (česko-německé) Karlo-Ferdinandovy univerzity. Když se česká část oddělila, zařadil se v roce 1883 spolu s Bohumilem Eiseltem, Vilémem Weissem a Josefem Schöblem mezi první řádné profesory české lékařské fakulty. Roku 1884 byl jmenován rektorem české univerzity. Při té příležitosti vložil 4000 zlatých do nadace na podporu chudých mediků.
Ke konci života patřil k nejstarším a nejzasloužilejším pražským lékařům. Byl oceňovaný jako odborník s dobrým úsudkem, vlastenec a humanista, který vychoval řadu porodníků a gynekologů. Byl oblíbený mezi studenty i pacienty, mimo jiné pro svůj jemný humor. V listopadu 1885 obdržel řád železné koruny III. třídy.
Zemřel 31. března 1887 v Praze na zánět ledvin. Pohřben byl na Olšanských hřbitovech.

## Dílo
Byl autorem článků ve vědeckých časopisech. Knižně vyšly:
- Atlas porodnický : ku prospěchu žen babictwj se učících (1859)
- Kniha babická : ku prospěchu žen babictwj se učících (1859)
- Učebná kniha o porodnictví pro babičky (1870)